# 厚狭毛利家
厚狭毛利家（あさもうりけ）は、江戸時代の毛利家の一門家老家のひとつ。かつては、四本松毛利家とも呼ばれていた。

## 概要
毛利元就の五男毛利元秋・八男末次元康を祖とし、関ヶ原の戦いの後長門厚狭（現在の山口県山陽小野田市）に1万500石を与えられたのが始まりである。

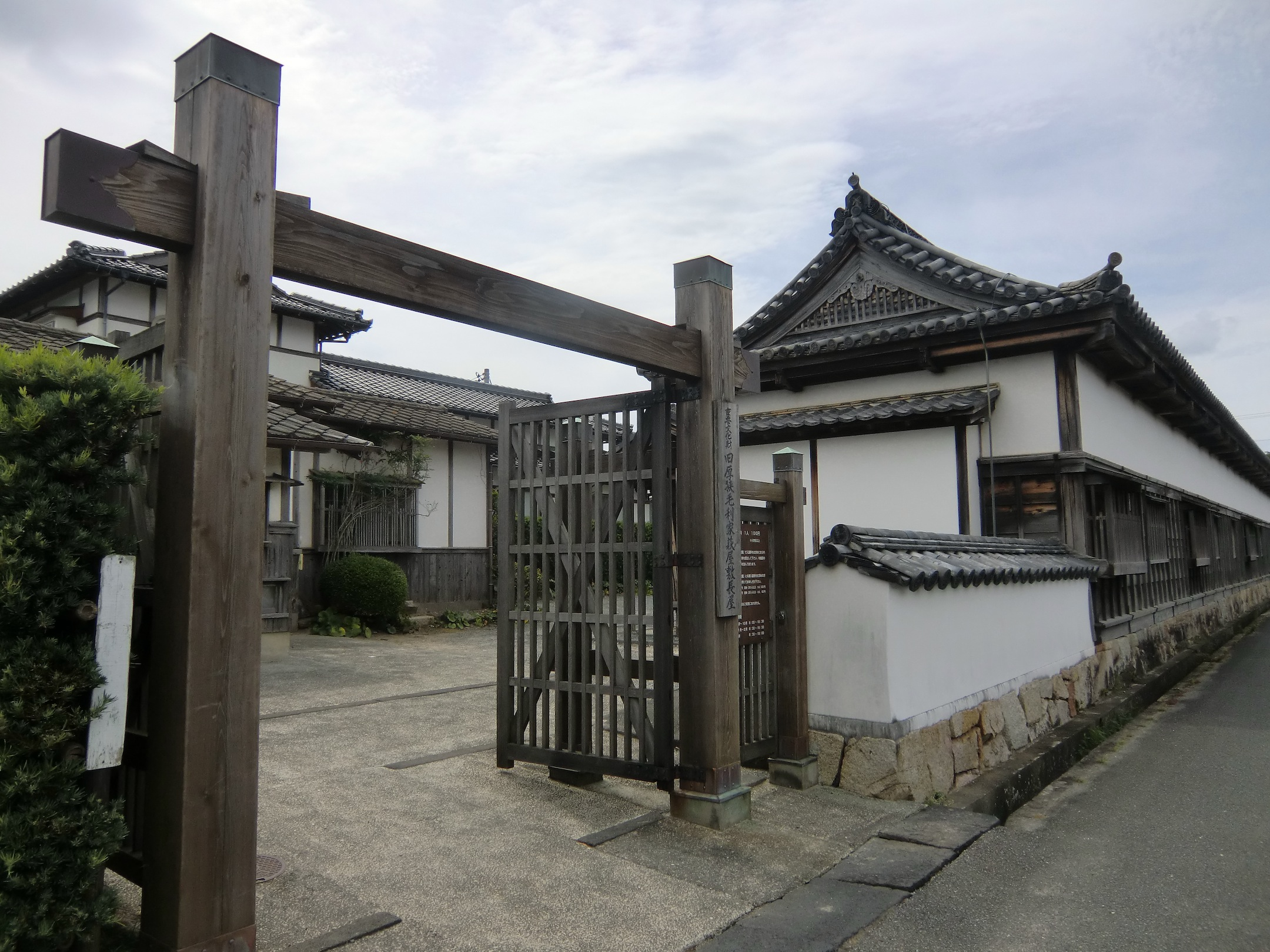
萩城付近に現存する旧・厚狭毛利家萩屋敷長屋

元康の跡を子・元宣が継ぎ、厚狭郡末益村（現・山陽小野田市）・厚東郡船木村（現・宇部市）を与えられ、末益村の郡（こうり）に居館を構えたことにより厚狭毛利氏というようになった。居館は厚狭毛利氏館（または郡毛利氏館）とも呼ばれた（現在は、井戸と石垣の一部がわずかに残されているだけである）。
また、萩城二の丸南門の近く（現・萩市堀内）には、往年には約1万5500平方メートルにおよぶ敷地を持つ萩屋敷を構えていた。現在では長屋の一部だけが現存しており、旧厚狭毛利家萩屋敷長屋の名称で国の重要文化財に指定されている。なお、萩屋敷が面した通りに4本の松があった（四本松往還）ことが四本松毛利家の由来となっている。
享和2年（1802年）には9代当主房晁が郷校 朝陽館を創立している。
菩提寺は洞玄寺（現・山陽小野田市郡西下津一）にあり、墓所と墓碑は山陽小野田市の指定文化財となっている（洞玄寺には一族14代（12代四一の子2人が太平洋戦争で戦没しており直系は途絶えた。）までの五輪塔などが残る）。

## 厚狭毛利家当主一覧表
1. 毛利元秋
2. 末次元康
3. 毛利元宣
4. 毛利元勝
5. 毛利就久
6. 毛利元連
7. 毛利就盈
8. 毛利就宣
9. 毛利房晁
10. 毛利元美
11. 毛利英之輔
12. 毛利四一